# Biserica „Sf. Ioan Botezătorul” din Șerbănești, Olt
Biserica „Sf. Ioan Botezătorul” din Șerbănești a fost sfințită în 1880, iar construcția ei a fost începută în 1874 . Biserica se află pe lista monumentelor istorice sub codul LMI: OT-II-m-B-09048. Potrivit pisaniei scrise de preotul paroh Gheorghe C. Popescu, care a slujit această biserică timp de 41 de ani, în perioada 1 ianuarie 1944 – 1 octombrie 1985 , „această sfântă dumnezeiască biserică cu hramul Sf. Ioan Botezătorul și Sf. Împărați Constantin și Elena s-a zidit în anul 1874 sub arhipăstoria P.S. Episcop Ghenadie, prin stăruința preoților Scarlat și Constantin”.  